# مايك كوتن
مايك كوتن (بالإنجليزية: Mike Cotton)‏ هو موزع بريطاني، ولد في 12 أغسطس 1939 في توتنهام في المملكة المتحدة.

## وصلات خارجية
- مايك كوتن على موقع ميوزك برينز (الإنجليزية)
- مايك كوتن على موقع أول ميوزيك (الإنجليزية)
- مايك كوتن على موقع ديسكوغز (الإنجليزية)
- مايك كوتن على موقع ديسكوغز (الإنجليزية)